# Medizinprodukte-Betreiberverordnung
Die Verordnung über das Errichten, Betreiben und Anwenden von Medizinprodukten (Medizinprodukte-Betreiberverordnung – MPBetreibV) beruht auf der Verordnungsermächtigung des § 37 Abs. 5 Medizinproduktegesetz (MPG). Sie regelt das Errichten, Betreiben, Anwenden und Instandhalten von Medizinprodukten nach § 3 Nr. 1 Medizinprodukterecht-Durchführungsgesetz (MPDG) und ist das nationale Regelwerk für alle professionellen Errichter, Anwender und Betreiber von Medizinprodukten. Bewährte Vorschriften der bis 31. Dezember 2001 geltenden Medizingeräteverordnung (MedGV) und Vorschriften des Eichrechts wurden in die MPBetreibV übernommen. Darüber hinaus sind Anforderungen an die Hygiene bei der Aufbereitung von Medizinprodukten sowie zur Qualitätssicherung laboratoriumsmedizinischer Untersuchungen in die Verordnung eingeflossen.
Die MPBetreibV schließt Medizinprodukte aus, die für die klinische Erprobung bestimmt sind.

## Aufgaben und Pflichten
Nach der Verordnung dürfen Medizinprodukte nur nach den Vorschriften der Verordnung, den allgemein anerkannten Regeln der Technik und den Arbeitsschutz- und Unfallverhütungsvorschriften errichtet, betrieben, angewendet und instand gehalten werden.

### Betreiberpflichten
Der sogenannte Betreiber ist für die Inbetriebnahme und das Betreiben des Medizinproduktes verantwortlich, was bedeutet, dass die rechtlichen Bestimmungen über das Medizinprodukt beachtet und umgesetzt werden. Er ist Besitzer des Medizinprodukts und übt im täglichen Geschäftsverkehr darüber die Sachherrschaft aus. Das kann eine natürliche (Inhaber einer Arztpraxis), aber auch eine juristische Person sein, die für den Betrieb der Gesundheitseinrichtung verantwortlich ist, zum Beispiel der Träger eines Krankenhauses oder Pflegeheims.
Der Betreiber muss die organisatorischen Voraussetzungen für den zweckbestimmten Einsatz des Produktes schaffen und dafür sorgen, dass das Bedienungspersonal über die erforderliche Sachkunde und Zuverlässigkeit verfügt. Zu den Aufgaben des Betreibers gehört außerdem, die Funktionsfähigkeit und den ordnungsgemäßen Zustand des Produktes zu gewährleisten.
Mit der Instandhaltung dürfen nur Personen betraut werden, die über die nötige Sachkenntnis verfügen.
Empfehlungen zur Qualifikation für die Aufbereitung von Medizinprodukten wurden von der KRINKO, dem RKI und dem BfArM verfasst.
Wer Patienten mit Medizinprodukten zur Anwendung durch sich selbst oder durch Dritte im privaten Umfeld aufgrund einer gesetzlichen oder vertraglichen Verpflichtung versorgt, ist ebenfalls Betreiber, mit den sich daraus ergebenden Pflichten. Dabei handelt es sich um sogenannte Leistungsträger wie Kranken- und Pflegeversicherungen beziehungsweise private Krankenversicherungsunternehmen und andere Versorgungsträger, die aufgrund gesetzlicher Vorschriften zur Versorgung mit Medizinprodukten verpflichtet sind. Leistungsträger können ihre Betreiberpflichten vertraglich auf die Leistungserbringer (zum Beispiel Homecare-Unternehmen oder Sanitätshäuser) übertragen. Der jeweilige Leistungsträger muss dabei sicherstellen, dass die Anforderungen verordnungsgemäß erfüllt werden.
Nimmt ein Patient das ihm von einem Leistungsträger überlassene Medizinprodukt mit in eine Gesundheitseinrichtung (zum Beispiel Arztpraxis, Hospiz, Krankenhaus, Pflegeheim, Praxen von psychologischen Psychotherapeuten, Physiotherapeuten, Tages- und Werkstätten für behinderte Menschen), bleiben die Betreiberpflichten beim Leistungsträger, solange allein der Patient das Medizinprodukt bedient. Übernimmt aber das Personal die Bedienung zu therapeutischen Zwecken am Patienten, wird die Gesundheitseinrichtung Betreiber und ist damit für die Einweisung, Instandhaltung und sonstige Kontrollen verantwortlich.
Anders verhält es sich, wenn der Patient ein Medizinprodukt mitbringt, das er eigenverantwortlich angeschafft hat. Der Zustand des Produktes muss bei Aufnahme – vor allem in Hinblick auf Funktion, Hygiene und Sicherheit – geprüft werden. Die Einrichtung sollte die Betreiberpflichten nicht übernehmen, wenn keine Nachweise (Gebrauchsanweisung, Rechnung, Wartungsprotokoll) mitgeführt wurden. In dem Fall wird ein entsprechendes einrichtungseigenes Medizinprodukt zur Verfügung gestellt oder eine Versorgung durch einen externen Anbieter organisiert.
Fast alle Betreiberpflichten enden, wenn das Medizinprodukt vom Leistungserbringer nachweislich verkauft, ersetzt oder entsorgt wurde. Das entsprechende Medizinproduktebuch muss aber nach Außerbetriebnahme des Medizinproduktes noch fünf Jahre aufbewahrt werden.

### Anwenderpflichten
Eine Person, die das Medizinprodukt im Rahmen ihrer Berufsausübung lediglich bedient, ist kein Betreiber im Sinne der Verordnung, sondern Anwender. Medizinprodukte dürfen nur ihrer Zweckbestimmung entsprechend und nach den allgemein anerkannten Regeln der Technik angewendet werden. Sie dürfen nur von Personen, die eine entsprechende Ausbildung oder Kenntnis und Erfahrung besitzen, betrieben und angewendet werden. Für die ordnungsgemäße Handhabung des Medizinproduktes ist eine Einweisung erforderlich; es sei denn, dass das Medizinprodukt selbsterklärend ist oder bereits eine Einweisung in ein baugleiches Modell stattgefunden hat. Zuständig für fachliche Informationen und die Einweisung ist in der Regel ein Medizinprodukteberater nach MPDG § 83.
Dokumentiert werden muss die Einweisung bei aktiven nichtimplantierbaren Medizinprodukten.
Vor der Anwendung muss das Medizinprodukt einer Sicht- und Funktionsprüfung unterzogen werden. Ist das Verfallsdatum abgelaufen oder wird ein Fehler festgestellt, darf es nicht angewendet werden. Vorkommnisse, wie Fehler am Gerät oder in der Gebrauchsanleitung, müssen dem Bundesinstitut für Arzneimittel und Medizinprodukte oder dem Paul-Ehrlich-Institut sowie dem Hersteller gemeldet werden. Medizinprodukte mit abgelaufenem Verfallsdatum dürfen nicht angewendet werden (§ 12 Nr. 2 des  MPDG).

### Beauftragter für Medizinproduktesicherheit
Ein Beauftragter für Medizinproduktesicherheit ist in Gesundheitseinrichtungen mit mehr als 20 ständigen Mitarbeitern Ansprechpartner für Behörden, Hersteller und Vertriebsfirmen. Er muss eine medizinische, naturwissenschaftliche, pflegerische, pharmazeutische oder technische Ausbildung vorweisen können und über eine Funktions-E-Mail-Adresse auf der Internetseite der Einrichtung erreichbar sein.
Zu seinen Aufgaben gehört unter anderem
- bei Meldungen über Risiken von Medizinprodukten oder Rückrufmaßnahmen die notwendigen korrektiven Maßnahmen einzuleiten beziehungsweise zu unterstützen
- interne Prozesse der Gesundheitseinrichtung zu koordinieren, um den Melde- und Mitwirkungspflichten der Anwender und Betreiber nachzukommen.

## Bestandsverzeichnis
Alle aktiven nichtimplantierbaren Medizinprodukte einer Betriebsstätte müssen im Bestandsverzeichnis mit Art und Typ, Loscode oder die Seriennummer und Anschaffungsjahr aufgeführt werden.
Außerdem werden unter anderem Name und Anschrift des für das jeweilige Medizinprodukt Verantwortlichen nach § 5 des Medizinproduktegesetzes (in der Regel der Hersteller) und – wenn vorhanden – die Kennnummer der benannten Stelle vermerkt (§ 13 Abs. 2 Nr. 3 der Medizinprodukte-Betreiberverordnung).

## Medizinproduktebuch
Für die in den Anlagen 1 und 2 aufgeführten Medizinprodukte werden im Medizinproduktebuch unter anderem Nachweise über Funktionsprüfung, Einweisung, sicherheits- und messtechnische Kontrollen dokumentiert.